# Epsilon2 Arae
Pour les articles homonymes, voir Epsilon Arae.
Désignations
Epsilon2 Arae est une étoile double de la constellation de l'Autel. Elle se trouve à environ  89 années-lumière (27,2 parsecs) de la Terre. Avec une magnitude apparente de 5,3, elle est faiblement visible à l'œil nu.

## Caractéristiques
L'étoile la plus brillante est une étoile jaune-blanc de la séquence principale de magnitude apparente 5,44 avec un type spectral de type F5 V Fe+0,5. La notation Fe+0,5 indique qu'elle a une abondance de fer légèrement supérieure à la normale. Elle a un compagnon de magnitude apparente 8,65 à une séparation angulaire de 0,590 secondes d'arc. Le compagnon, WISE J17031-5314, est une naine blanche avec qui elle partage un mouvement propre commun d'une magnitude de 13,47.